# المدرسة الميمونية
المدرسة الميمونية، المعروفة أيضًا بالمدرسة القادسية أو المأمونية، هي إحدى المعالم التاريخية البارزة في القدس، وتتمتع بتاريخ طويل ومعقد. تُعتبر من أقدم المدارس في المدينة، حيث تأسست في العهد الأيوبي على يد الأمير فارس الدين ميمون الخازندار في القرن الثاني عشر الميلادي. كانت المدرسة تُخصص لتدريس المذهب الشافعي، واستمرت في أداء رسالتها التعليمية لعدة قرون.

## تاريخ المدرسة الميمونية
تأسست المدرسة الميمونية في عام 1196م (593هـ) على يد الأمير فارس الدين ميمون الخازندار، الذي كان خازنًا للسلطان صلاح الدين الأيوبي. أوقفها الأمير ميمون لتكون مدرسة تعليمية، وقد بدأت كزاوية ثم تحولت إلى مدرسة تعليمية للشافعية. يُقال إن المبنى الأصلي كان كنيسة رومانية تُدعى "دير المجدلية" قبل أن يُحوَّل إلى مدرسة إسلامية.

## فترة الانتداب البريطاني
في فترة الانتداب البريطاني، تحولت المدرسة إلى مدرسة للبنات تحت اسم "المأمونية". استمرت المدرسة في تقديم التعليم للبنات حتى عام 1937، حيث انتقلت إلى مبنى جديد في حي باب الساهرة. بعد نكبة فلسطين عام 1948، أُعيد افتتاح المدرسة باسم "المدرسة القادسية" في نفس المبنى، وظلت تعمل كمدرسة إعدادية للبنات خلال العهد الأردني. بعد حرب 1967، سيطرت وزارة المعارف الإسرائيلية على المدرسة، وقامت بتحويلها إلى مدرسة للبنين باسم "القادسية" حتى عام 1985، حيث أُعيدت تسميتها إلى "مدرسة خليل السكاكيني الإعدادية للبنات".

## تطور المدرسة واستخداماتها
استمرت المدرسة الميمونية في أداء رسالتها التعليمية حتى القرن 18م، حيث كانت تُدرس فيها العلوم الشرعية واللغوية. في العهد العثماني، أصبحت جزءًا من أوقاف آل العسلي، وهي عائلة مقدسية عريقة. في فترة الانتداب البريطاني، تحولت المدرسة إلى مدرسة للبنات تحت اسم "المأمونية"، واستمرت كذلك حتى أواخر الاحتلال البريطاني.

## المدرسة المأمونية الحالية
اليوم، تُعرف المدرسة الميمونية باسم "مدرسة المأمونية الثانوية للبنات"، وتقع في حي باب الساهرة في القدس. تُعد من المدارس الثانوية البارزة في المدينة، وتُدرس فيها المواد الأدبية والعلمية. في عام 2021، بلغ عدد الطالبات في المدرسة 331 طالبة، مع نسبة نجاح عالية في امتحانات الثانوية العامة.

## الموقع والمعمار
تقع المدرسة الميمونية بالقرب من باب الساهرة، على بعد حوالي 200 متر من سور البلدة القديمة في القدس. المبنى الأصلي للمدرسة لم يعد موجودًا، ولكن الموقع التاريخي لا يزال يحتفظ بأهميته الثقافية والتاريخية.
اليوم، تُعد المدرسة الميمونية (المأمونية) رمزًا من رموز التعليم في القدس، وتحمل تاريخًا طويلًا من العطاء العلمي والتربوي.

## وصلات خارجية
- مدارس المسجد الأقصى - الجزيرة